# Cartveli
I cartveli o kartveli sono gruppi etnici situati nel Caucaso meridionale, nel bacino dell'alto Kura e del Rion, parlanti lingue caucasiche meridionali (dette appunto anche lingue cartveliche).
Sono di solito classificati in:
- Georgiani
- Laz
- Mingreli
- Svani